# Ford Ranch Wagon
O Ford Ranch Wagon foi um carro de modelo station wagon fabricado pela Ford Motor Company de 1952 a 1977.